# 熊本市立龍田中学校
熊本市立龍田中学校（くまもとしりつ たつだちゅうがっこう）は、熊本県熊本市北区龍田七丁目にある公立中学校。

## 沿革
- 1993年（平成5年） - 熊本市立楠中学校より分離し開校

現在全校生徒602名（2019年現在）

## 歴代校長
- 1993年（平成5年） - 初代校長 原口譲
- 1995年（平成7年） - 第2代校長 鬼塚將二
- 1998年（平成10年） - 第3代校長 安田賢一
- 2000年（平成12年） - 第4代校長 冨田和男
- 2004年（平成16年） - 第5代校長 田尻範子
- 2006年（平成18年） - 第6代校長 木山俊夫
- 2009年（平成21年） - 第7代校長 伊藤敏幸
- 2011年（平成23年） - 第8代校長 溜渕孝二
- 2014年（平成26年） - 第9代校長 芦原陸雄
- 2016年（平成28年） - 第10代校長 大園隆明

## 委員会
- 保健委員会
- 文化委員会
- 厚生委員会
- 図書委員会
- 生活委員会
- 体育委員会
- 美化委員会
- 給食委員会
- 緑化委員会
- 総務委員会

## クラブ活動

### 運動部
- バレー部
- バスケット部
- バドミントン部
- ラグビー部
- 軟式野球部
- サッカー部
- ソフトテニス部
- 卓球部

### 文化部
- 吹奏楽部
- アートクラブ
- 放送部

## 著名な出身者
- スザンヌ（タレント）

## 学校周辺
- 北区役所 龍田出張所
- 武蔵塚公園
- 龍田プレイパーク
- 三ノ宮神社
- 白川
- 竜田口駅
- 熊本市立龍田小学校
- 熊本市立龍田西小学校